# Landrévarzec
Landrévarzec (bret. Landrevarzeg) – miejscowość i gmina we Francji, w regionie Bretania, w departamencie Finistère.
Według danych na rok 1999 gminę zamieszkiwały 1452 osoby, a gęstość zaludnienia wynosiła 71 osób/km² (wśród 1269 gmin Bretanii Landrévarzec plasuje się na 460. miejscu pod względem liczby ludności, natomiast pod względem powierzchni na miejscu 495.).